# 陶里奇·尚多尔
陶里奇·尚多爾（匈牙利語：Tarics Sándor，1913年9月23日—2016年5月21日），匈牙利男子水球運動員，他曾在1936年夏季奥林匹克运动会獲得一面金牌。 

## 生平
陶里奇出生於布达佩斯。1936年為匈牙利隊贏得奧運金牌，使當年的德國隊屈居第二名，僅獲銀牌。他共參與了兩場比賽，並進了兩球。他也曾在1933年、1935年，與1937年國際大學生運動會，以及非官方、以德國為首舉辦的1939年國際大學生運動會，為匈牙利隊贏得金牌。
二戰後，他逃離被蘇聯佔領的匈牙利，移民美國。他在該國取得了大學獎學金，並攻讀工程學位。其後他在加州舊金山成為一位成功的的建築師與工程師。
2011年8月2日阿蒂利奥·帕韦西過世，陶里奇成為当时最年長的在世奧運金牌得主。
2012年，陶里奇接受2012年夏季奥林匹克运动会邀請，擔任最年長的奧運金牌得主貴賓，2013年9月，他成為百歲人瑞。
2016年5月21日，陶里奇在美國舊金山過世，享年102歲。

## 外部連結
- Sándor Tarics' profile at databaseOlympics （页面存档备份，存于）
- Sándor Tarics' webpage
- Profile of Sándor Tarics in the San Francisco Gate, August 23, 2008 （页面存档备份，存于）